# Aranycsőrű fülemülerigó
Az aranycsőrű fülemülerigó (Catharus aurantiirostris) a madarak osztályának verébalakúak (Passeriformes) rendjébe és a rigófélék (Turdidae) családjába tartozó faj.

## Rendszerezése
A fajt Gustav Hartlaub német ornitológus írta le 1850-ben, a Turdus nembe Turdus aurantiirostris néven.

## Alfajai
- Catharus aurantiirostris aenopennis R. T. Moore, 1937
- Catharus aurantiirostris aurantiirostris (Hartlaub, 1850)
- Catharus aurantiirostris bangsi Dickey & Van Rossem, 1925
- Catharus aurantiirostris barbaritoi Aveledo & Gines, 1952
- Catharus aurantiirostris birchalli Seebohm, 1881
- Catharus aurantiirostris clarus Jouy, 1894
- Catharus aurantiirostris costaricensis Hellmayr, 1902
- Catharus aurantiirostris griseiceps Salvin, 1866
- Catharus aurantiirostris inornatus Zimmer, 1944
- Catharus aurantiirostris insignis Zimmer, 1944
- Catharus aurantiirostris melpomene (Cabanis, 1850)
- Catharus aurantiirostris phaeopleurus P. L. Sclater & Salvin, 1876
- Catharus aurantiirostris russatus Griscom, 1924
- Catharus aurantiirostris sierrae Hellmayr, 1919[2]

## Előfordulása
Mexikó, Costa Rica, Guatemala, Honduras, Nicaragua, Salvador, Panama, Trinidad és Tobago, valamint Kolumbia és Venezuela területén honos. Természetes élőhelyei a szubtrópusi és trópusi síkvidéki és hegyi esőerdők, száraz erdők, bokrosok, folyók és patakok környéke, valamint erősen leromlott egykori erdők, ültetvények és vidéki kertek. Magassági vonuló.

## Megjelenése
Átlagos testhossza 17 centiméter, testtömege 21-32 gramm.
|  |

## Életmódja
Rovarokkal, pókokkal, férgekkel és más gerinctelenekkel táplálkozik, de gyümölcsöket és magvakat is fogyaszt.

## Természetvédelmi helyzete
Az elterjedési területe rendkívül nagy, egyedszáma viszont ismeretlen. A Természetvédelmi Világszövetség Vörös listáján nem fenyegetett fajként szerepel.